# Benny Damsgaard
Benny Damsgaard (født 28. oktober 1971 i Hjørring) er en dansk politolog, ekstern lektor og politisk kommentator.
Benny Damsgaard er uddannet cand.scient.pol. fra Københavns Universitet i 2005. I studietiden var han studentermedhjælper i Det Konservative Folkeparti og sekretær for Gitte Seeberg. Efterfølgende arbejdede i et par kommunikationsvirksomheder inden han i 2005 kom til Dansk Industri som først politisk rådgiver.
I maj 2013 blev han hentet til Det Konservative Folkeparti som kommunikations- og pressechef og kom dermed til at fungere som en af Lars Barfoeds nærmeste rådgivere. Han blev første omgang i stillingen, da Søren Pape Poulsen blev partiformand, men i maj 2016 blev han fyret, idet den nytiltrådte generalsekretær Søren Vandsø ønskede et "mere tidssvarende og slagkraftigt set-up, der styrker implementeringen af strategien".
Efter årene hos Det Konservative Folkeparti blev han direktør for public affairs-afdelingen i Geelmuyden Kiese, hvorfra han stoppede i 2019. Siden har han været selvstændig kommunikationsrådgiver og på deltid tilknyttet rådgivningsvirksomheden conXus, der først og fremmest rådgiver den amerikanske våbenproducent Lockheed Martin. Han har sideløbende været ekstern lektor ved Institut for Statskundskab ved Københavns Universitet, ligesom han skriver klummer for Altinget.dk, laver podcasten Tingets Tilstand med Niels Jespersen og deltager i medierne som politisk kommentator.
Benny Danmsgaard har også tidligere selv været politisk aktiv. Fra 1994 til 1995 var han landsformand for Konservativ Ungdom, og han har desuden været medlem af Det Konservative Folkepartis hovedbestyrelse og folketingskandidat for partiet.